# Palästinensische Terroranschläge von 1969 und 1970 gegen die Schweiz
1969 und 1970 gelangte die Schweiz unvermittelt ins Visier von palästinensischen Terroristen. Drei Anschläge auf den Schweizer Luftverkehr erschütterten das Land. Bei den Anschlägen der palästinensischen Terroristen verloren insgesamt 51 Menschen, darunter ein Terrorist, das Leben. Zwei Flugzeuge der Swissair wurden dabei zerstört.

## 18. Februar 1969: Attentat auf dem Flughafen Zürich-Kloten
Am 18. Februar 1969 eröffneten vier Fatah-Attentäter auf dem Flughafen Zürich das Feuer auf ein Flugzeug der israelischen Fluggesellschaft El Al. Der Copilot starb im Kugelhagel. Der israelische Sicherheitsmann Mordechai Rachamim erschoss einen der vier Attentäter.

## 21. Februar 1970: Bombenattentat auf Swissair-Flug 330

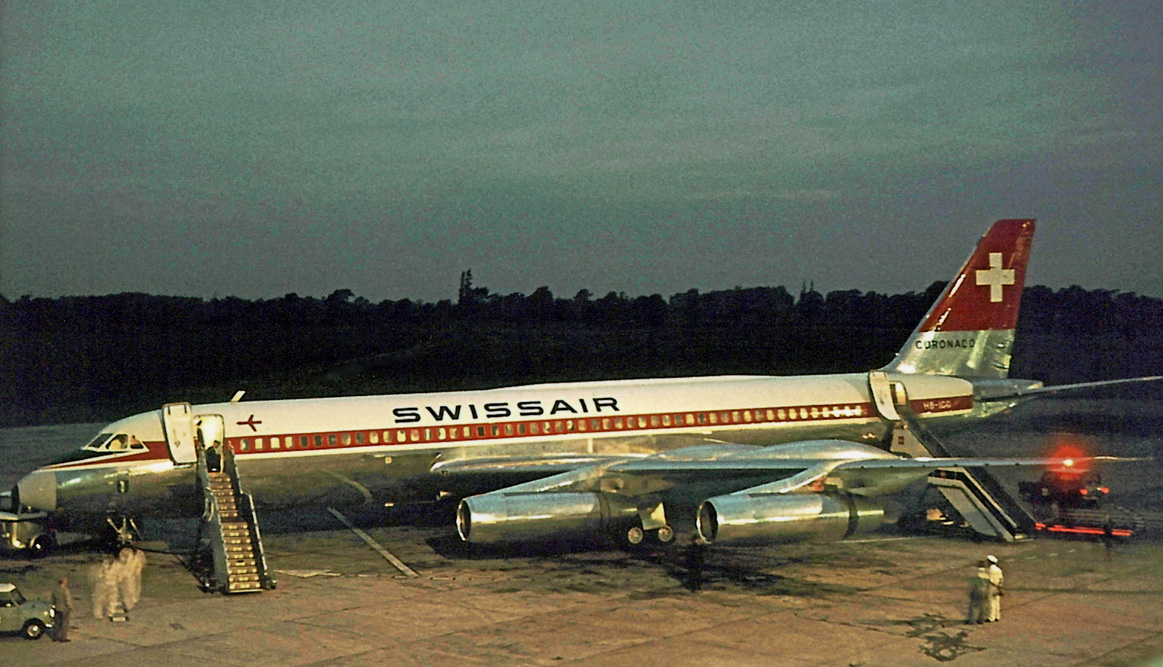
SR330: Baugleiche Convair 990A

Am 21. Februar 1970 stürzte der Swissair-Flug 330 nach der Explosion einer Paketbombe bei Würenlingen ab. Alle 47 Menschen an Bord der Convair CV-990 starben. Das Attentat der Volksfront zur Befreiung Palästinas (PFLP) galt eigentlich der israelischen Fluggesellschaft El-Al. Wegen einer Verspätung einer El-Al-Maschine wurde das einen Tag zuvor in München per Post aufgegebene Paket auf die Swissair-Maschine umgeleitet. Das Paket war an eine imaginäre Adresse in Jerusalem adressiert. Erst auf dem Swissair-Flug nach Tel Aviv explodierte die mit einem Höhenmesser ausgestattete Bombe im Laderaum des Flugzeugs. Die Piloten versuchten noch zurück zum Flughafen Zürich-Kloten zu fliegen. Dichter Rauch in der Kabine verunmöglichte jedoch die Orientierung. Das Flugzeug stürzte schliesslich in ein Waldstück bei Würenlingen.

## 6. September 1970: Entführung von Swissair-Flug 100

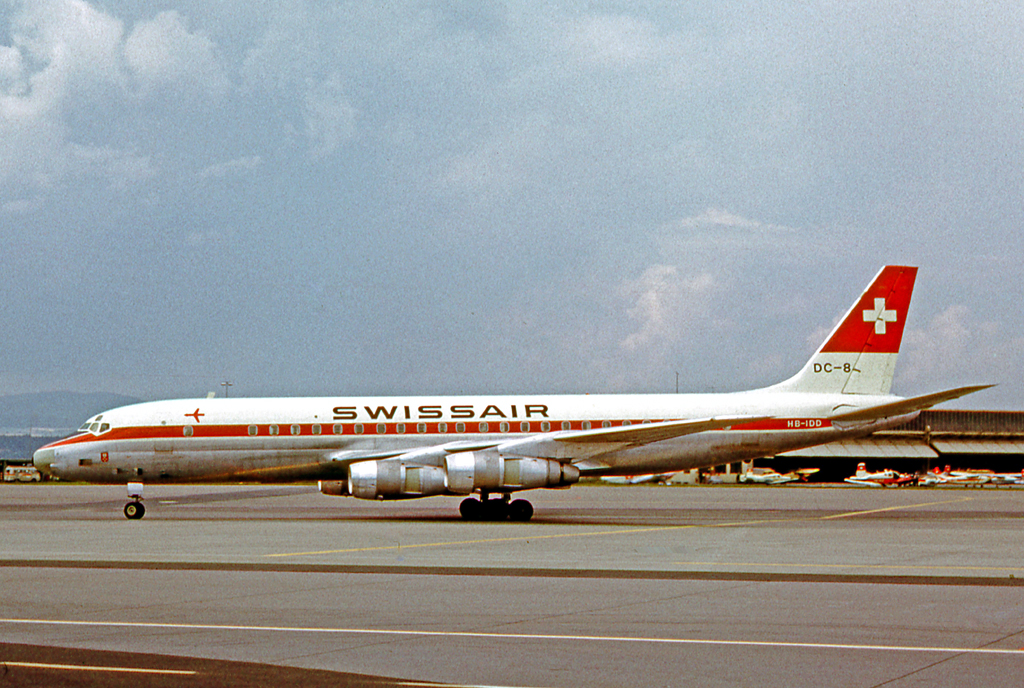
Die 1970 gesprengte Swissair Douglas DC-8-53 HB-IDD in Zürich (1965)

Kurz nach dem Start des Swissair-Flugs SR100 von Zürich nach New York JFK wurde die DC-8 HB-IDD von Terroristen der Volksfront zur Befreiung Palästinas (PFLP) entführt. An Bord waren 143 Passagiere und 12 Besatzungsmitglieder. Die Piloten wurden zum Flug nach Jordanien gezwungen und mussten auf dem sogenannten Dawson Field, einem stillgelegten Flugplatz der britischen Armee nahe der Stadt Zarqa landen. Fast zeitgleich wurden zwei weitere Flugzeuge, eine Maschine von BOAC und eine von TWA von PFLP-Terroristen entführt. Die Flugzeugentführung einer vierten Maschine der israelischen Airline El Al durch eine Gruppe unter der Leitung von Leila Chaled misslang. Die Entführer forderten die Freilassung palästinensischer Gefangener im Austausch gegen die Geiseln. Eine fünfte Maschine der britischen Airline BOAC wurde am 9. September 1970 von einem PFLP-Sympathisanten unter seine Kontrolle gebracht und als Druckmittel für die Freilassung der in London verhafteten Leila Chaled eingesetzt. Die Maschine landete ebenfalls auf dem Dawson Field. Alle rund 300 Geiseln wurden nach langen Verhandlungen freigelassen. Die Terroristen sprengten als Zeichen ihrer Macht anschliessend die drei Flugzeuge. Diese Ereignisse wurden als Teil des sogenannten Schwarzen Septembers bekannt. Im Februar 2024 erschien der Dokumentarfilm «Swissair Flug 100 – Geiseldrama in der Wüste» von Adrian Winkler und Laurin Merz.

## These eines Stillhalteabkommens der Schweiz mit der PLO

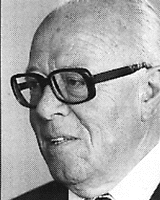
Pierre Graber

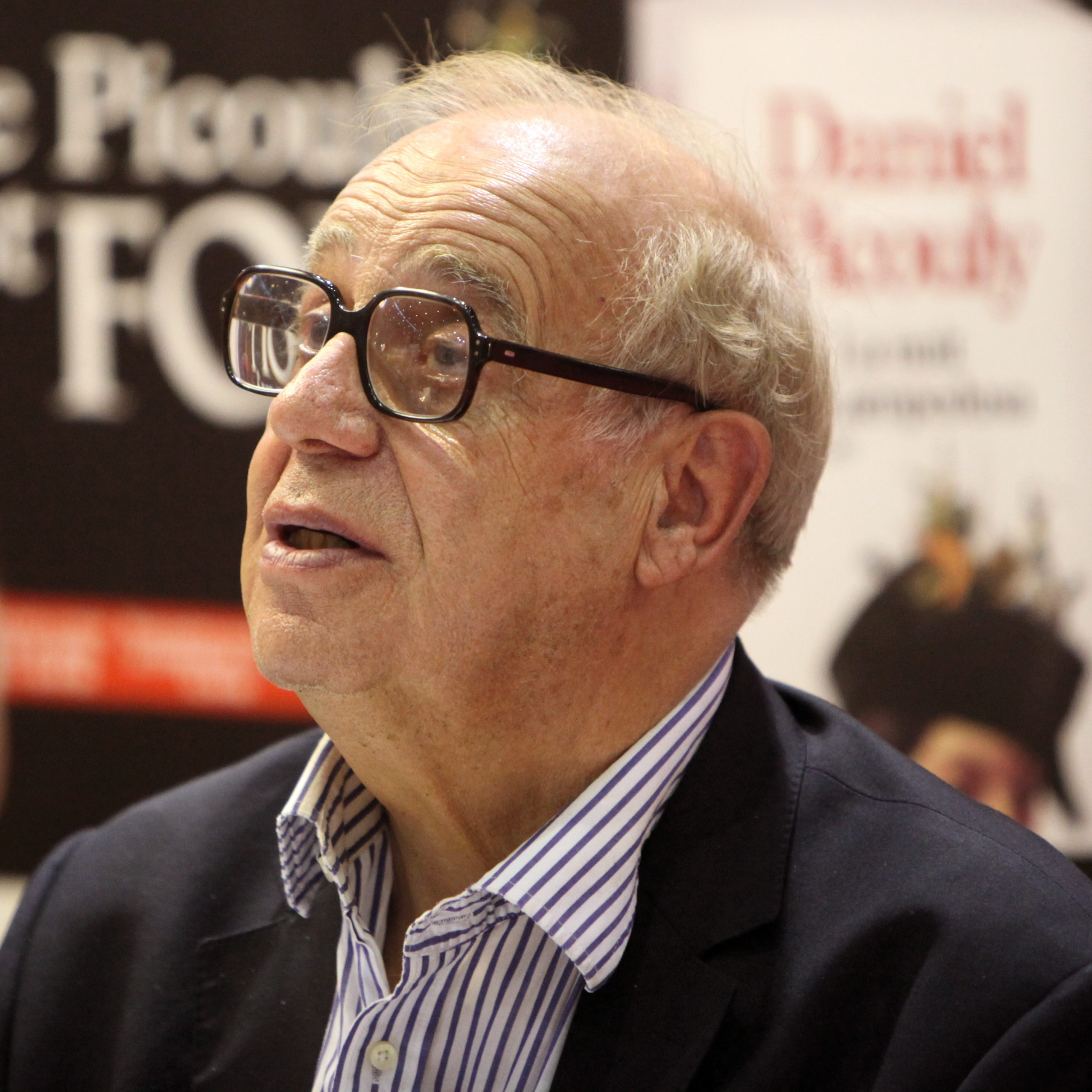
Jean Ziegler (2011)

Anfangs 2016 stellte Marcel Gyr, Buchautor und Journalist bei der Neuen Zürcher Zeitung, in einem Buch sowie einer Artikelserie die These auf, dass der damalige Aussenminister, Bundesrat Pierre Graber, unter Vermittlung des damaligen Nationalrats Jean Ziegler, mit der damals offen terroristisch agierenden Palästinensischen Befreiungsorganisation PLO ein geheimes Stillhalteabkommen geschlossen hätte. Die Schweiz sollte fortan von Anschlägen verschont bleiben. Im Gegenzug hätte sich die Schweiz für die diplomatische Anerkennung der PLO am Uno-Sitz in Genf eingesetzt. Die Geheimgespräche hätten gemäss Gyr mit Farouk Kaddoumi, einem hohen PLO-Funktionär, in einem Genfer Hotelzimmer stattgefunden. Ziegler hält sich bedeckt, ob er damals auch bei Verhandlungen dabei gewesen sei: «Darüber sage ich nichts. Hin und wieder hat mich einer der engsten Beteiligten nach meiner Ansicht gefragt. Punkt.»
Gegen diese Behauptungen stehen viele Aussagen auch von Führern der PFLP selber, dass die PLO gar keinen Einfluss auf die PFLP gehabt hatte. Grabers persönlicher Mitarbeiter Franz Blankart sagte zu Gyrs Buch: «Ein solches Abkommen gab es nicht», während die Historikerin Aviva Guttmann aufgrund von Aufzeichnungen von Bundesratssitzungen der Meinung ist, die Idee sei verworfen worden. Im Februar 2016 wurde die Agenda von Pierre Graber, welche sich in der Stadtbibliothek von La Chaux-de-Fonds befindet, online einsehbar. Franz Blankart fand dort keine Spuren für Geheimverhandlungen.
Die Schweiz blieb ab Oktober 1970 von palästinensischen Terroranschlägen verschont, sah sich jedoch bald mit Forderungen von palästinensischen Diplomaten konfrontiert. So stellte Graber 1977 Kaddoumi einen offiziellen Empfang im Bundeshaus in Aussicht. Pierre Aubert, Grabers Nachfolger, weigerte sich aber zweimal, den palästinensischen Funktionär tatsächlich zu empfangen. Ziegler macht für sich und Graber geltend, «in guter Absicht» gehandelt zu haben. Sie wollten das Land und seine Bevölkerung nach einer einzigartigen Serie von terroristischen Anschlägen vor weiterem Schaden bewahren.
Bis Februar 2016 lag kein einziger schriftlicher Beleg dafür vor, dass Aussenminister Pierre Graber im September 1970 mit der Palästinensischen Befreiungsorganisation (PLO) einen Geheimdeal abgeschlossen haben soll.
Am 14. Februar änderte Jean Ziegler, ein wichtiger Zeuge der Geheimabkommen-These, in einem Interview mit der SonntagsZeitung seine Aussage und widersprach sich selbst. Er sei sich nun nicht mehr sicher, ob es einen solchen Geheimdeal tatsächlich gab: «Ich bin bis heute verwirrt und erstaunt, dass es nicht zur Anklage und nicht einmal zu einem internationalen Haftbefehl kam. Aber ich weiss nicht, was die Gründe für die Passivität des Bundesanwalts gewesen sind». Auch weiss Ziegler nicht sicher, ob es tatsächlich ein Geheimabkommen gegeben habe, das Bundesanwalt Hans Walder daran gehindert hätte, Anklage zu erheben. Einen solchen Deal hätte Graber auch nicht selber abschliessen können. Dazu hätte es mindestens die Komplizenschaft von Justizminister Bundesrat Ludwig von Moos gebraucht.

### Reaktionen und Aufarbeitung
Nach Berichten über ein angebliches Geheimabkommen kritisierte Tzach Sarid, israelischer Vizebotschafter in der Schweiz, ein solches Abkommen scharf. Die Erfahrung zeige, dass Nachgeben gegenüber Terror diesen fördere, sagte Tzach Sarid. Terror müsse durch Zurückschlagen bekämpft werden. Verhandlungen seien der falsche Weg.
Mehrere Parlamentarier forderten eine lückenlose politische, aber auch historische Aufarbeitung der Ereignisse von 1970. Sie werden dazu parlamentarische Vorstösse unternehmen. Ob die Geschäftsprüfungskommissionen GPK beider Räte von sich aus aktiv werden, war kurz nach Bekanntwerden des Geheimabkommens noch unklar.
Am 27. Januar beschloss der Bundesrat eine Arbeitsgruppe des Bundes einzusetzen. Diese soll sich mit den Beziehungen zwischen der Schweiz und der Palästinensischen Befreiungsorganisation (PLO) in den 1970er-Jahren befassen. An der Arbeitsgruppe beteiligt sind das Justiz- und Polizeidepartement (EJPD), das Aussendepartement (EDA) und das Verteidigungsdepartement (VBS).
Anfang Februar stuften die Geschäftsprüfungskommissionen beider Räte nach einer gemeinsamen Sitzung das Geheimabkommen mit der PLO als gravierend ein. Sie forderten vom Bundesrat eine rasche und lückenlose Aufarbeitung und von der Aufsichtsbehörde der Bundesanwaltschaft eigene Abklärungen, ob die Strafuntersuchungen beeinträchtigt wurden. Zum jetzigen Zeitpunkt wollen die Geschäftsprüfungskommissionen noch keine eigenen Untersuchungen eröffnen.
Mehrere Zeitzeugen, darunter Franz Blankart, ehemaliger Staatssekretär und persönlicher Mitarbeiter des damaligen Aussenministers Pierre Graber, äusserten dagegen Zweifel an der Existenz eines Abkommens mit der PLO. Auch die ehemalige Bundesanwältin Carla Del Ponte erklärte, sie habe 1995 bei Ermittlungen zum Flugzeugabsturz von Würenlingen keine Hinweise auf ein Geheimabkommen gefunden, das die Aufarbeitung des Terroranschlags unterbunden habe.
Die vom Bundesrat eingesetzte interdepartementale Arbeitsgruppe veröffentlichte am 10. Mai 2016 ihren Abschlussbericht. Darin heisst es: «Basierend auf den Hunderten von ausgewerteten Dossiers, den schriftlichen Antworten von Personen, die möglicherweise über neue Informationen zu diesem Thema verfügen, und den zwischenzeitlich vom Autor des Buches gemachten Angaben kommt die Arbeitsgruppe zu folgendem Schluss: Es gab kein geheimes Abkommen, das im September 1970 (.. . ) in Genf abgeschlossen wurde.» Auch finde sich nirgendwo ein Hinweis «auf eine Behinderung der Abklärungen und Untersuchungen der Strafverfolgungsbehörden des Bundes zu Würenlingen».

## Juristische Verfolgung

### Fall Flughafen Zürich
Der Prozess gegen die drei überlebenden palästinensischen Terroristen sowie den israelischen Sicherheitsbeamten fand kurz vor Weihnachten 1969 unter grossen Sicherheitsvorkehrungen vor dem Geschworenengericht in Winterthur statt. Die drei Palästinenser (zwei Männer und eine Frau) wurden zu je 12 Jahren Zuchthaus verurteilt. Dem israelischen Sicherheitsbeamten wurde Notwehr zugestanden und nach dem Grundsatz «in dubio pro reo», im Zweifel für den Angeklagten, freigesprochen. Die Untersuchungen sowie der Prozess standen unter grosser internationaler Beobachtung, besonders aus der arabischen Welt. Der Schweiz wurde Voreingenommenheit zugunsten Israels vorgeworfen.

### Fall Würenlingen

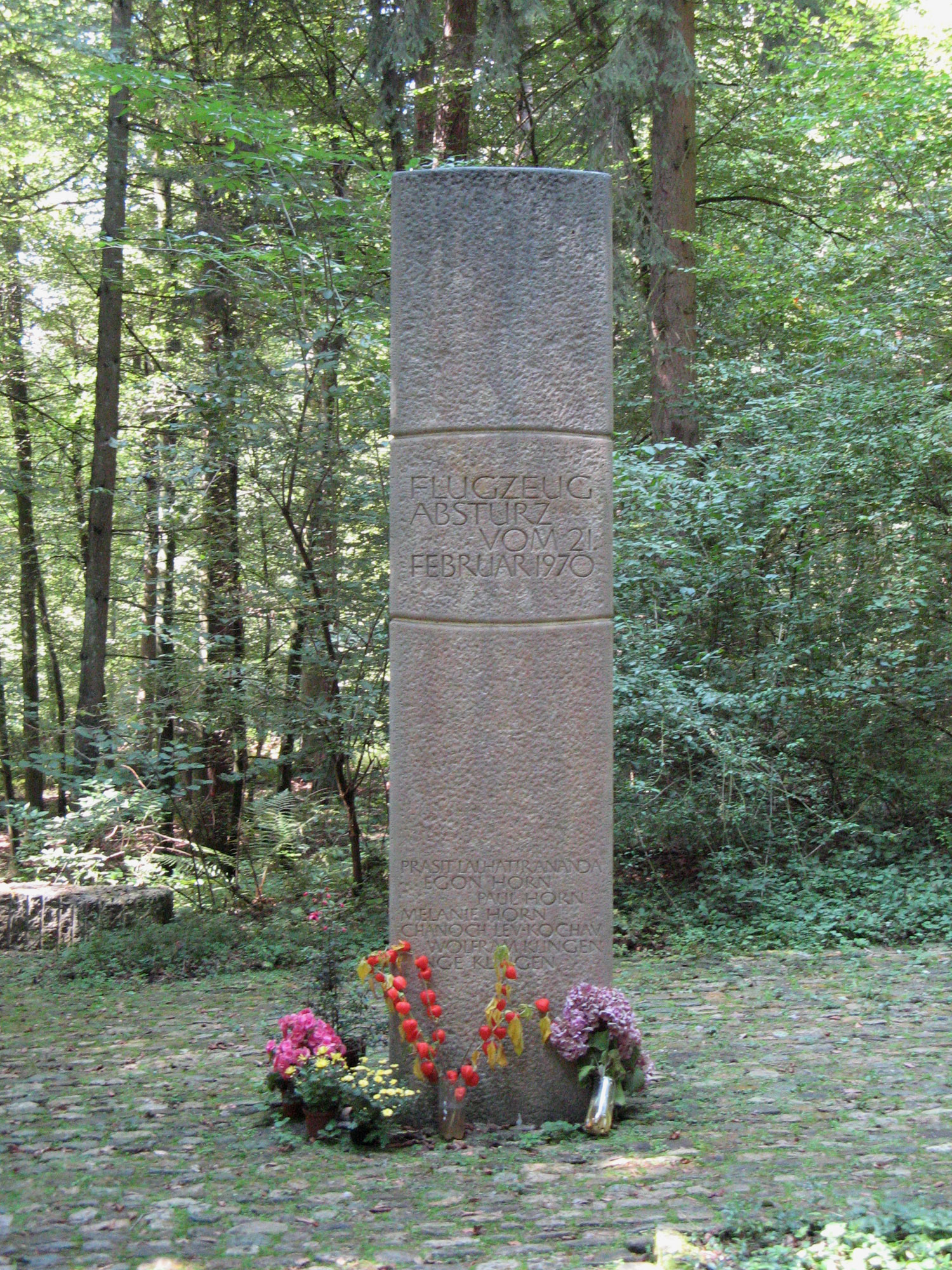
Denkmal bei der Absturzstelle (2010)

Das Bombenattentat auf den Swissair-Flug 330 und der Absturz der Convair CV-990 bei Würenlingen mit 47 Todesopfern ist das grösste Verbrechen in der jüngeren Schweizer Geschichte. Bis heute wurde weder das Verbrechen aufgeklärt noch wurden Tatverdächtige gefasst.
Als Auftraggeber für den Bombenanschlag bekannte sich George Habasch, ehemaliger Arzt am Kinderspital in Zürich. Nach seiner Rückkehr in die Heimat gründete er die radikale Volksfront für die Befreiung Palästinas (PFLP). Von Anfang an stand der 28-jährige Jordanier Sufian Radi Kaddoumi unter dringendem Tatverdacht. Er war Mitglied einer militanten palästinensischen Kommandogruppe und soll zusammen mit Badawi Jawher, einem dritten Tatverdächtigen, das Bombenpaket in München zur Post gebracht haben. Noch gleichentags flüchteten sie von Deutschland nach Jordanien. Kaddoumi soll 1996 gestorben sein, hingegen soll Badawi Jawher noch am Leben sein. Bereits am 1. Dezember 1970 hatte das Deutsche Bundeskriminalamt BKA die beiden Haupttäter zweifelsfrei identifiziert.
Die beiden Terroristen gaben in München insgesamt zwei Pakete auf. Das zweite Paket explodierte auf einem Flug der Austrian Airlines. Die Explosion ging jedoch glimpflich aus. Die Maschine konnte notlanden, und keine Menschen kamen zu Schaden.
Gegen die drei Tatverdächtigen wurde strafrechtlich nicht vorgegangen. Im Auftrag der Bundesanwaltschaft war, wie bereits im Fall Flughafen Zürich, Bezirksanwalt Robert Akeret für die Untersuchungen verantwortlich. Für ihn stand die Täterschaft zweifelsfrei fest. Er habe den Schlussbericht Ende 1970 dem Bundesanwalt Hans Walder in Bern persönlich übergeben. Der Bundesanwalt hätte kurz nach dem Stillhalteabkommen von Genf Anklage erheben müssen, was jedoch nie erfolgte. Bald erhielt Akeret den Eindruck, dass in Bern der Mantel des Schweigens über den Fall ausgebreitet wurde. Die Hinterbliebenen lebten bis zur Aufdeckung des geheimen Stillhalteabkommens mit der Ungewissheit, wieso die Verantwortlichen nie zur Rechenschaft gezogen wurden.

#### Wiederaufnahme des Verfahrens von Würenlingen

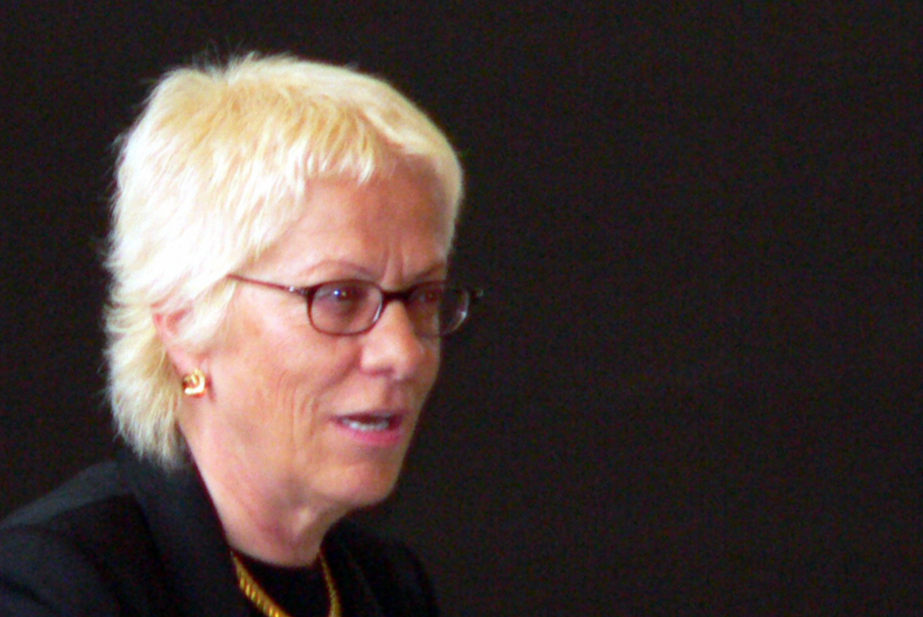
Carla Del Ponte (2005)

1995 rollte die damalige Bundesanwältin Carla Del Ponte den Fall «Würenlingen» trotz der 1990 eingetretenen Verjährung nochmals auf, stellte jedoch 2000 das Verfahren wieder ein. Im Gegensatz zur Schweiz hat die bundesdeutsche Justiz das Strafverfahren im Fall des Anschlags von Würenlingen nie eingestellt; Anklage wurde in Deutschland jedoch auch nie erhoben.
In einem Interview mit Radio SRF 1 vom 5. Februar 2016 widersprach Del Ponte den Vermutungen, dass der Bundesrat die Ermittlungen zum Terroranschlag auf die Swissair-Maschine in Würenlingen wegen eines Geheimabkommens mit der PLO gestoppt habe. In den Akten habe sie 1995 «überhaupt» keinen Entscheid der Schweizer Regierung gesehen, die Ermittlungen zum Terroranschlag zu verhindern. Ihre Motivation für die Wiederaufnahme des Verfahrens sei stets Gerechtigkeit für die Opfer gewesen. Deshalb habe sie 25 Jahre nach dem Attentat die Akte Würenlingen wieder hervorgeholt. Da sie im Jahr 2000 als Chefanklägerin an den Internationalen Strafgerichtshof für das ehemalige Jugoslawien in Den Haag berufen wurde, habe sie nicht gesehen, wieso das Verfahren so schnell eingestellt worden sei.

### Fall Zarqa
Gegen die Entführer des Swissair-Flugs 100 wurde nie Anklage erhoben.
Im Austausch gegen die Freilassung der insgesamt rund 300 Geiseln liess die Schweiz die drei 1969 zu je 12 Jahren Zuchthaus verurteilten palästinensischen Terroristen vom Flughafen Zürich frei. Die Freilassung geschah in Absprache mit Deutschland und Grossbritannien. Deutschland liess aus deutschen Gefängnissen ebenfalls drei palästinensische Attentäter frei, und Grossbritannien schob trotz heftigem Protest Israels die Luftpiratin Leila Khaled ab. Die insgesamt sieben Terroristen wurden in der Nacht auf den 1. Oktober 1970 gemeinsam nach Kairo ausgeflogen.
Mit dem Entscheid, die Terroristen freizulassen, beugte die Landesregierung geltendes Recht. Für alle Beteiligten war klar, dass die Kompetenz für die Freilassung der Attentäter alleine beim Kassationsgericht des Kantons Zürich lag. Deshalb bezeichnete der Gesamtbundesrat die Freilassung auch als «ausserhalb der Legalität» und machte dafür einen «übergesetzlichen Notstand aus humanitären Überlegungen» geltend.
«Wir haben es mit einer Aktion zu tun, die keine akademische Diskussion zulässt», rechtfertigte Bundesrat Pierre Graber den umstrittenen Entscheid. Später wurde bekannt, dass sich bereits Ende Juli die Landesregierung und der Zürcher Regierungsrat zu einer geheimen Krisensitzung getroffen hatten. Nach dem Schuldspruch im Winterthurer Prozess vom Dezember 1969 hatten die Behörden einen Racheakt der Palästinenser erwartet. Damals war man übereingekommen, allfälligen Forderungen von Entführern unverzüglich stattzugeben.